# Potasznia (dopływ Wierchomlanki)
Potasznia – źródłowy potok Wierchomlanki w Beskidzie Sądeckim. Ma źródła na wysokości około 940 m n.p.m., pod południowymi stokami głównego grzbietu Pasma Jaworzyny, na odcinku od szczytu 1064 m nad Łabowską Halą po Runek (1082 m). Spływa początkowo w zachodnim, następnie południowym, a w końcu południowo-zachodnim kierunku. W miejscowości Wierchomla Wielka, na wysokości 482 m n.p.m., w miejscu o współrzędnych 49°25′25,5″N 20°47′13,1″E/49,423750 20,786972 łączy się z Baranieckim Potokiem, tworząc Wierchomlankę. Górna część Potaszni spływa głęboką doliną, której orograficznie prawe zbocza tworzą główny grzbiet Pasma Jaworzyny, Wargulszańskie Góry, Łaziska, Przypór i Kiczora, zaś lewe Lembarczek i Gaborówka. Głównymi dopływami są potoki Izdwór i Mała Wierchomlanka.
Nazwa potoku wskazuje, że kiedyś nad nim znajdowała się wytwórnia potażu. Wytwarzano go z drewna i używano w lokalnych hutach jako składnika do produkcji szkła. Do 1947 dolina Potaszni, a szczególnie jej prawe zbocza, były gęsto zaludnione. Na halach latem tętniło życie pasterskie. Na mapie WIG z około 1930 r. zaznaczone są takie przysiółki (polany ?), jak: Przypór, Wojniaczka, Parchowatka, Długoszówka, Jasieniówki, Jaworzyna, Polanka, Połymie, Młaczne, Cichy Wierch, Jaworczyk, Jawor, Izboryki, Połym, Juhówka. Tereny te bowiem były zamieszkałe przez Łemków, po II wojnie światowej wysiedlonych w ramach Akcji Wisła. Dnem doliny, wzdłuż potoku prowadzi droga (zakaz wjazdu). Pozostałe po Łemkach polany nie są co prawda sztucznie zalesiane, gdyż leśnicy zostawili je jako pastwiska dla dzikiej zwierzyny, jednak zarastają w wyniku naturalnej sukcesji wtórnej. Obecnie nie ma tutaj już żadnych zabudowań, z wyjątkiem opuszczonej gajówki na końcu drogi. Dolina Potaszni należy obecnie do miejscowości Wierchomla Mała.